# イージス・システム搭載艦
イージス・システム搭載艦（イージス・システムとうさいかん）は、海上自衛隊が計画しているイージス艦。イージス・アショアの代替としてミサイル防衛（BMD）に従事する艦として計画されている。

## 来歴

### AA導入計画と断念
1998年の北朝鮮によるミサイル発射実験でテポドン1号が日本列島上空を通過したのち、自衛隊はミサイル防衛能力の整備を本格化し、海上自衛隊のイージスシステム搭載護衛艦（DDG）と航空自衛隊のパトリオットミサイルによって対処する体制を整備した。しかしこれはあくまで現有装備の最大活用という応用動作であり、特にイージスDDGについては、BMDパトロールという単一目的のために拘束されてしまうことで南西諸島方面への展開や必要な練度維持のための訓練時間が確保できなくなっていることが懸念されていた。このことからBMD任務に専従する地上配備部隊が整備されることになり、2017年12月19日の国家安全保障会議および閣議で、そのための装備としてイージス・アショア（AA）の導入が決定された。
2018年6月には新屋演習場（秋田県）とむつみ演習場（山口県）がAA配備予定地として公表され、各種調査や地元説明などが実施された。しかし敵弾道ミサイルを迎撃するためSM-3ミサイルを発射した場合、SM-3から分離したブースターの落下によって地上に被害が生じる恐れがあることが問題視され、2020年6月15日、河野太郎防衛大臣（当時）はAA導入計画の停止を発表した。

### 洋上配備への転換
2020年10月8日、防衛省は、三菱重工業およびジャパン マリンユナイテッドとの間で、AA代替案の検討に係る調査研究役務を契約した。この役務において、防衛省は、AAの構成品の移動式洋上プラットフォームへの搭載について検討しており、プラットフォームの形態については護衛艦タイプや民間船舶タイプ、セミ・サブリグタイプを、また保有する能力についてもBMD機能に絞ったものから汎用化したものまでを、幅広く俎上に載せていた。その中間報告書の概要は11月25日に公表され、AAの構成品は一部仕様を変更すれば洋上でも問題なく作動することが確認されるとともに、各プランの導入コスト、構造上の防御性能、速力および稼働率等が示された。
この検討を踏まえて、2020年12月18日、日本政府は「新たなミサイル防衛システムの整備等及びスタンド・オフ防衛能力の強化について」と題する閣議決定を行い、イージス・システム搭載艦を2隻建造し、それらを海上自衛隊が運用すると決定した。この決定を受けて、AA関連業務は陸上幕僚監部から海上幕僚監部へと引き継がれ、運用構想や装備品などについての研究が着手された。2021年5月、防衛省はAA代替案検討の成果報告を公表し、中間報告書の結果に変更がないことが確認された。
2022年8月31日、防衛省はイージス・システム搭載艦を令和9（2027年）度末に1隻就役させ、令和10（2028年）年度末にもう1隻を就役させると発表した。12月23日には、令和5年度予算案にイージスシステム搭載艦の整備費（エンジンやVLSの取得）として2,208億円を計上することが発表された。
2023年4月、防衛省は船体や動力、武器取り付けに関する設計基礎資料作成と、1番艦の詳細設計を17億円で三菱重工業と契約。同年5月、船体の静粛性やステルス性能などの評価に関する設計基礎資料作成と2番艦の詳細設計を7億円でジャパンマリンユナイテッドと契約した。
2024年3月28日に成立した令和6年度予算に2隻分で3731億円の経費が計上されている。
2024年4月2日、防衛省は、アメリカのミサイル防衛庁とロッキード・マーティン社が、イージス・システム搭載艦向けのSPY-7レーダーの試験を実施、成功したと発表した。試験は同年3月29日にニュージャージー州の地上施設で実施され、ハードウェアとソフトウェアが、宇宙空間の物体を正確に探知・追尾し、得られた情報を正常に伝送できることを確認したとしている。

## 設計

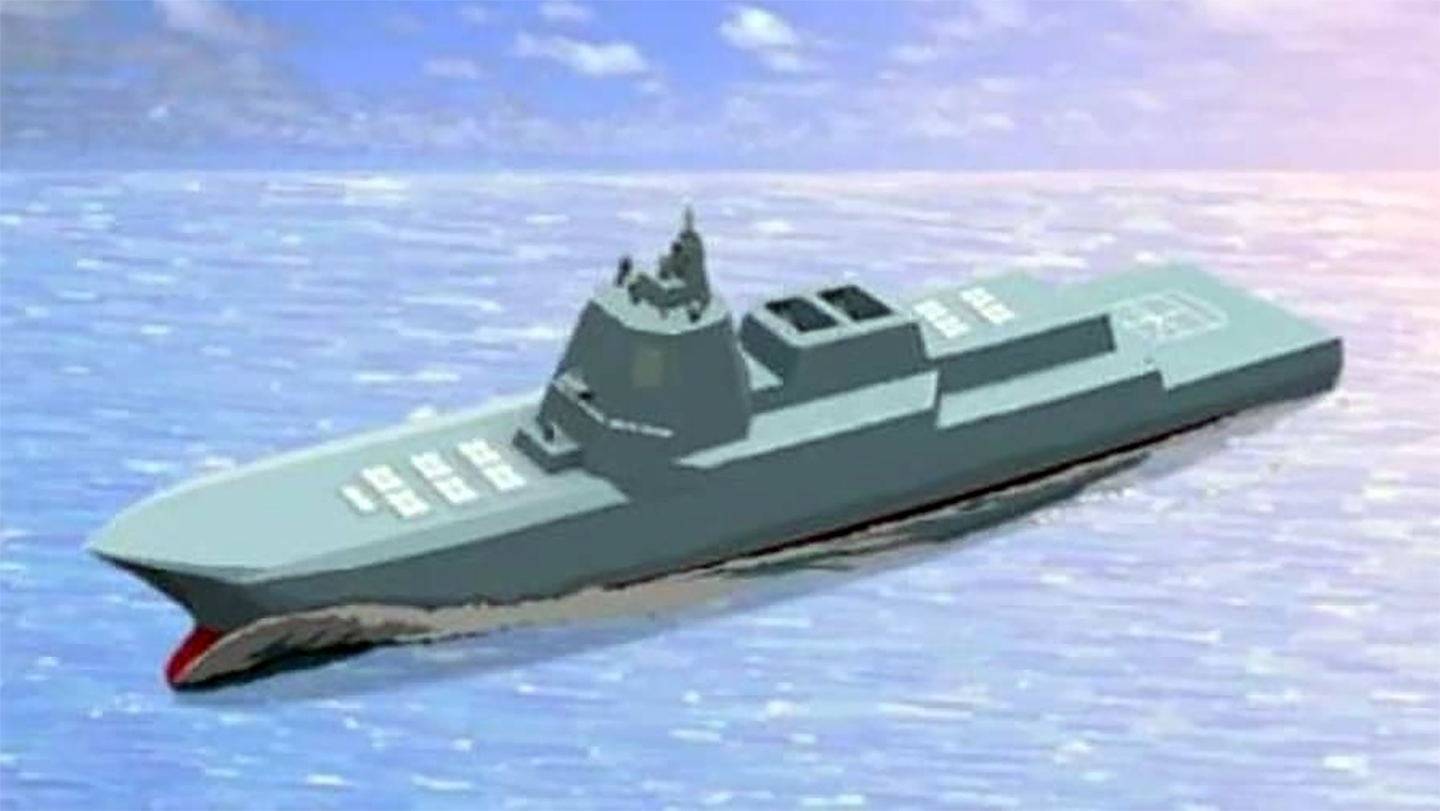
本級の初期のイメージ図

上記の通り、プラットフォームの形態としては護衛艦、民間船、オイルリグ型の3つが検討されていたが、後2者は建造費を軽減でき、民間人や予備自衛官が運航することで海上自衛隊の自衛官の負担軽減ができるという利点があったが、攻撃に対する脆弱性の観点から棄却された。船型としてはバージ案、単胴案、多胴案の3案が存在していたとされるが、最終的には単胴案が採用された。またサイズについても、当初は基準排水量22,000トン・全長210メートル以下・幅40メートル以下と、まや型護衛艦の約2倍、いずも型護衛艦と同等という大きさが予定され、乗員はDDGの約3分の1である110名が予定された。しかし、海上自衛隊最大級の艦艇となることに対して、既存イージス艦など他の自衛艦艇との連携や共同運用がしにくいとの批判を受けて、小型化して機動力を高めるように方針転換された。2022年10月に佐藤正久参議院議員がSNSに投稿した情報では、速力は30ノット以上となる予定とされた。
この結果、「令和5年度予算の概要」では、BMDを基本任務としつつ、既存イージス艦と同等の各種作戦能力・機動力を付与するとされた。艦の設計にあたっては、多様なミサイルの脅威に対し常時持続的に対応するため、稼働率の向上、荒天時の気象・海象でも影響を受けにくい耐洋性、艦艇乗組員の居住環境などの改善、また極超音速兵器への対応としてミサイル防衛庁（MDA）が開発中の対極超音速滑空体（HGV）新型迎撃ミサイルを含む将来装備品を運用できる拡張性を考慮するとされる。特に本型は長期間の洋上任務を前提とすることから乗員の居住性向上が図られることになっており、ベッドの上下にパーテーションを設けて擬似的に個室化するイメージが公表されている。
燃費改善のため機関はハイブリッド方式を採用することが公表されており、機械推進のためのガスタービンエンジンとしてはロールス・ロイス MT30を搭載することになっているが、同エンジンは出力に余裕があることから、まや型のようなCOGLAG方式のほか、より構造を簡易化できるCOGLOG方式を採用する可能性も指摘されている。

## 装備

### イージス武器システム（AWS）

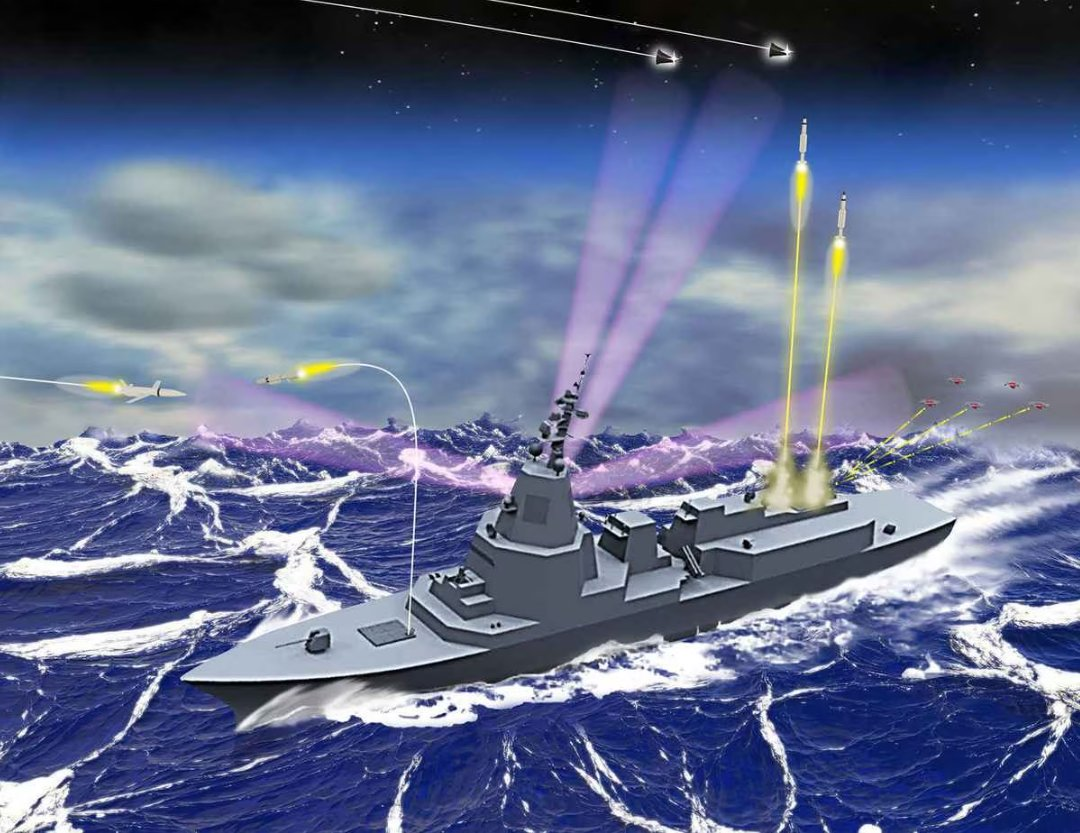
イージス・システム搭載艦の統合防空ミサイル防衛運用概念の想像図

AA導入時の検討では、アメリカ海軍が主導して開発されたイージス武器システム（AWS）の発展改良型と、MDAとロッキード・マーティン（LM）社が提案する地上配備型迎撃ミサイル（GBI）の技術を応用したシステムの2案が俎上に載せられた。システムの中核となる多機能レーダーとしては、前者ではAN/SPY-6、後者ではAN/SPY-7が用いられており、防衛省はこのレーダーの評価結果のみを公表したうえで、これを受ける形で後者を採択した。これに伴い、日本はAWSにAN/SPY-1とAN/SPY-7の両方を用いる世界的に稀有な運用法を採ることとなった。
イージス武器システム（AWS）全体のバージョンとしては、AN/SPY-6を用いたシステムはベースライン10、AN/SPY-7を用いたシステムはベースライン9と前者のほうが新しく、またAN/SPY-7レーダーはアメリカ軍の地上配備システムやスペイン海軍・カナダ海軍のイージス艦で採用されているとはいえ、アメリカ海軍での採用予定が無いという不安要素があった。これに対し、AN/SPY-6レーダーとAWSベースライン10の組み合わせであればアメリカ海軍のアーレイ・バーク級フライトIIIと同構成となることから、地上配備から洋上配備への方針転換を機にこちらに変更することも検討されたものの、BMD任務に限ればSPY-7のほうが優れており、使用するレーダーを除けばAWSベースライン9・10には機能・性能の面で違いがない上に、SPY-6・ベースライン10とした場合は導入時期が遅れることから、結局は変更されないことになった。
これらの検討を踏まえて、本型では、AWSベースライン9の日本向け仕様であるベースラインJ7.Bを装備し、その中核となる多機能レーダーはAN/SPY-7(V)1とされた。また共同交戦能力（CEC）にも対応する。ミサイルとしては、BMD用のSM-3に加えて、極超音速滑空体（HGV）対処用のSM-6の搭載が予定されており、その発射機として128セルのVLSが設置される。またMGV対処用に開発中のGPIも実用化されれば搭載予定であるほか、佐藤参議院議員によると、通常の広域防空用のSM-2や個艦防空用のESSMも搭載するものと推測されている。

### その他各種戦システム
AA導入時にはBMD任務に専従する構想だったが、洋上配備への方針転換に伴って、汎用化が志向されるようになった。本型の建造を決定づけた「新たなミサイル防衛システムの整備等及びスタンド・オフ防衛能力の強化」ではスタンド・オフ・ミサイルの導入による反撃能力の整備も盛り込まれていたが、これに伴って導入されるトマホーク巡航ミサイルの本型への搭載が予定されており、その運用に必要な戦術トマホーク指揮システム（TTWCS）は竣工時から搭載される。また同時に国産開発が決定された12式地対艦誘導弾能力向上型（艦艇発射型）も、実用化されれば本型に搭載されることになっている。
対潜戦にも対応し、FMS（有償援助）を使用して取得するソナーを搭載することになっており、AN/SQS-53C探信儀およびAN/SQR-20曳航ソナーを搭載して、AN/SQQ-89A(V)15によって管制するものと推測されている。またVLSへのRUM-139 VLA搭載および短魚雷発射管の設置も行われるものと推測されている。
自艦防衛を優先して、艦砲は従来のイージスDDGが搭載している5インチ砲にかえて中口径もしくは小口径の速射砲を搭載する可能性が指摘されている。またCIWSに加えて、将来的には、無人航空機（UAV）対処能力強化の一環として開発中の高出力マイクロ波（HPM）照射装置や、取得が検討されている艦艇用レーザーCIWSも、実用化されれば搭載されるとみられている。

## 同型艦一覧
令和6年度予算における予算上の名称は「令和6年度甲型警備艦」となっており、護衛艦と同等の扱いがなされている。
| 艦番号 | 艦名  | 建造                                           | 起工                    | 進水                    | 竣工                     | 所属 |
| ------ | ----- | ---------------------------------------------- | ----------------------- | ----------------------- | ------------------------ | ---- |
| 未定   | 1番艦 | 三菱重工業 長崎造船所                          | 2025年 （令和7年） 予定 | 202X年 （令和X年） 予定 | 2027年 （令和9年） 予定  |      |
| 未定   | 2番艦 | ジャパン マリンユナイテッド 横浜事業所磯子工場 | 202X年 （令和X年） 予定 | 202X年 （令和X年） 予定 | 2028年 （令和10年） 予定 |      |